# Космодаміанський Олександр Сергійович
Олекса́ндр Сергі́́йович Космодаміа́нський (* 24 березня 1923, Ревни — Навлинського району Брянської області — † 12 червня 2005) — український вчений в царині механіки твердого деформованого тіла, член-кореспондент АН УРСР — 1965.

## Життєпис
1949 закінчив Саратовський університет, викладав в університетах Ростова-на-Дону — у 1952—1953, Саратова — 1953—1965. В тих часах працював спільно з Йосипом Воровичем, Сергієм Лехніцьким, Микитою Мойсеєвим, Гурієм Савіним, Леонідом Толоконніковим, Віктором Юдовичем.
В 1963 році захистив докторську дисертацію. З 1965 року викладає в Донецькому університеті.
Був першим проректором з наукової роботи Донецького держуніверситету, керував цим напрямом протягом 11 років.
Його праці стосуються проблем наближених методів дослідження напруженого стану багатозв'язних середовищ у дво- та тривимірній постановках. Під його керівництвом виявлено вплив анізотропії, фізичних й загальних нелінійностей, повзучості і пластичності на розподіл напружень силових, теплових і електричних полів, побудовано методи розв'язування динамічних задач для багатозв'язних пластин.
Учасник Другої світової війни, закінчив штурмом Кенігсберга; нагороджений орденом Слави 3-го ступеня, двома медалями «За відвагу», іншими медалями.
Ним підготовлено 7 докторів і 54 кандидати наук; опубліковано понад 400 наукових статей, 16 наукових монографій та навчальних посібників з різних напрямків механіки суцільних середовищ. У 1983 році йому присуджено Премію Української академії наук ім. О. М. Динника, присвоєно почесне звання «Заслужений діяч науки Української РСР», 1990 обрано дійсним членом—академіком Національної академії наук України. У 1997 році присвоєно звання Соросівського професора, в 2001 він став першим заслуженим професором Донецького національного університету.
Входив до складу президії Національного комітету України з теоретичної та прикладної механіки.
Також працював відповідальним редактором науково-технічного збірника «Теоретична та прикладна механіка».

## Витоки
- Університетські вісті
- УРЕ [Архівовано 5 березня 2016 у Wayback Machine.]